# Bafomet
Bafomet nebo Baphomet je jméno nejasného původu i etymologie. Je znám jako modla, kterou měli údajně uctívat templáři, přičemž podoba této modly je také nejasná. Druhou variantou je symbolická bytost podobná démonu s hlavou kozla zvaná „mendéský kozel sabatu“, jejímž autorem je francouzský okultista Eliphas Lévi, ten ji nazývá také „sfingou okultních věd“.

## Etymologie
Etymologie slova Bafomet je nejasná a existuje více pokusů o výklad. První užití slova ukazuje na zkomoleninu muslimského proroka Mohameda, starofrancouzsky Machomet. Tuto domněnku podporuje i první známé použití tohoto slova, které procesu s templáři předcházelo o celá dvě století, v dopise, který napsal účastník první křížové výpravy, Anselm de Ribodimonte, remešskému arcibiskupovi Manassovi:
| „ | Následující den za svítání (tj. Saracéni) silnými hlasy vzývali Baphometha; a my se ve svých srdcích tiše pomodlili k našemu Bohu, zaútočili jsme na ně a odehnali je všechny z hradeb města. | “ |

Obviňováním z uctívání Bafometa byli tudíž templáři obviněni z konverze k islámu, kterému pověrčiví křesťané té doby přisuzovali mj. také idolatrii.
Další pokus o výklad počítá s tím, že jde o spojení dvou řeckých slov bafé a metis a znamená tak křest ohněm.
Podle další teorie se jednalo o zkratku tem.o.h.p.ab (templi omnium hominum pacis abbas – „otec (opat) chrámu míru všech lidí“) čtenou zprava. Dle jiné je hebrejskou šifrou a znamená prý Sophia – moudrost, která hraje významnou roli v gnostických evangeliích. Nebo je Bafomet odvozen od arabského Abufihamat – Otec porozumění.

## Bafomet templářů

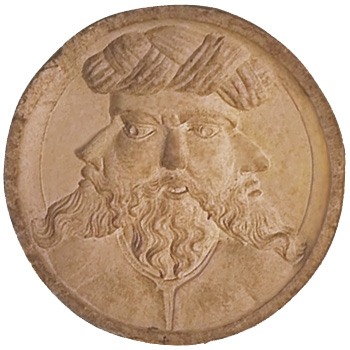
Kamenná hlava s vousy a třemi tvářemi ze 16. století z kláštera v portugalském Tomaru (tehdy konvent Řádu Krista) bývá rovněž pokládána za Bafometa.

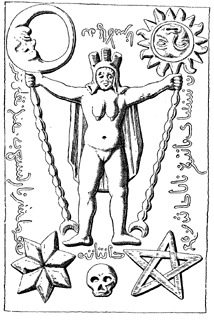
Bafomet Josefa von Hammer-Pürgstalla, který ho vydával za autentickou modlu templářů ze 13. století.

Templáři během procesu popsali Bafometa jako modlu nebo schránku v podobě mužské vousaté hlavy děsivého vzezření, zhotovenou ze dřeva nebo z kovu. Podivné zpodobnění idolu, kterému se templáři měli údajně na tajných setkáních klanět a prokazovat mu pocty, mělo mít tři tváře a na vrchu cosi, co snad mělo připomínat templářský čepec. Některé další výpovědi se s touto verzí rozcházejí, někteří ji popisovali jako hlavu ženy. Vzadu byly umístěny dvířka s dutinou, ve které byly uloženy neznámé kosti. Jelikož tyto předměty nebyly nalezeny a výpovědi templářů se v procesu různily, napomáhá tato informace myšlence, že tyto modly nikdy neexistovaly. Znamenalo by to i mimo jiné, že výpovědi byly zcela vymyšlené a vynuceny na mučidlech.
Podle templářských výpovědí měl tyto podivné ceremoniály zavést v řádu neznámý sultán, a to prostřednictvím nejmenovaného velmistra řádu, který padl do zajetí. Zda se skutečně jednalo o Gérarda de Ridefort, který byl skutečně po nějaký čas vězněn sultánem Saladinem a po krátké době propuštěn, zůstalo nezodpovězeno.
V zákulisí celého procesu se odehrával mocenský boj mezi papežstvím v Avignonském zajetí, bohatým a mocným řádem katolické církve, který podléhal papeži jen formálně, a zadluženou francouzskou monarchií, jejíž panovník Filip IV. Sličný nedovedl přihlížet roztahovačnosti nezávislého řádu. Je nesporné, že náhlé obvinění mocného a bohatého řádu z odpadnutí od víry, z kolaborace s nepřítelem (nebo dokonce tajné konverze k islámu), přišlo jeho odpůrcům nejvíc vhod. Řád byl během procesu obviňován z nejrůznějších zločinů, mnohdy až protichůdným a příliš fantastických, v podstatě z praktikování černé magie, k čemuž náležely absurdity typu unášení nevinných panen, travičství domácího skotu apod., což jen posiluje pochybnosti v hodnověrnost celého procesu.
Dnes se většina lidí včetně historiků přiklání k závěru, že proces s templáři byl vykonstruovaný.

## Bafomet Eliphase Léviho

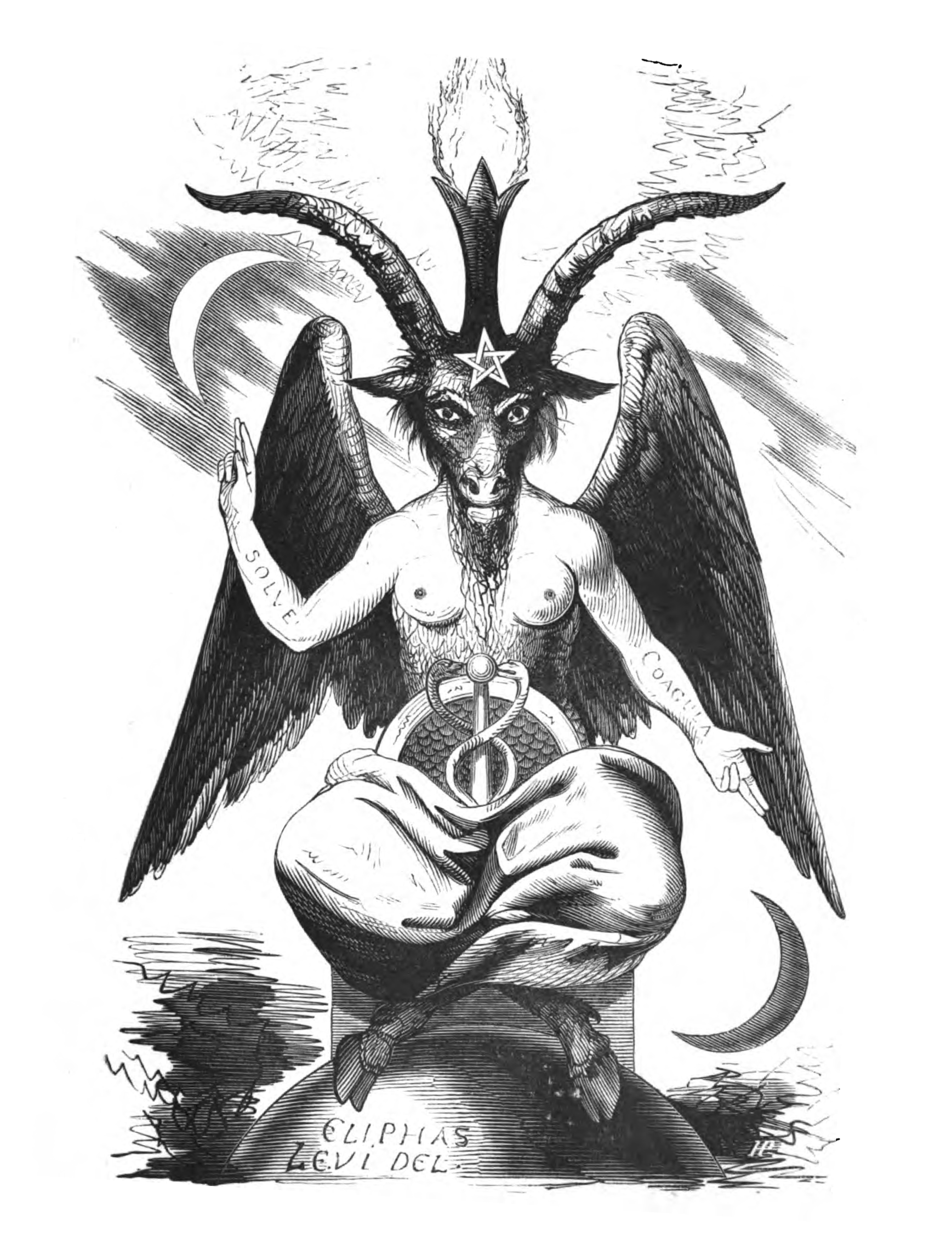
Bafomet francouzského okultisty Eliphasem Lévim z knihy Dogma a rituál vysoké magie, 1856

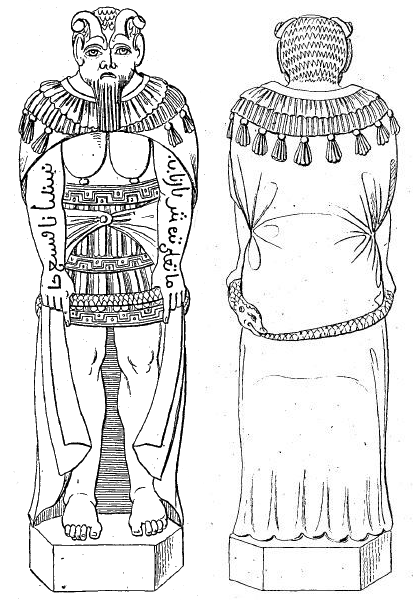
Kresba „bafometického idolu“ Josefa von Hammer-Pürgstalla

V 19. století se konspirační teorie související s templáři staly populární. Tyto novodobé teorie a s nimi související podvržené nálezy „bafometických figur“ Josefa von Hammer-Pürgstalla podnítily podobu Bafometa tak, jak ji ve svém díle Dogme et Rituel de la Haute Magie (Dogma a rituál vysoké magie) představil okultista Eliphas Lévi, jako tzv. „mendéského kozla sabatu“, byť se tato podoba s popisem templářů rozchází. V této podobě se jedná o okřídlenou bytost s hlavou kozla s lidským tělem, rukou ženy a rukou muže a rozštěpenými kopyty. Na hlavě je kromě rohů také zapálená pochodeň. Samotný Bafomet ukazuje na dva srpky měsíce, přičemž na pravé ruce má napsáno latinské slovo SOLVE a na levé COAGULA. Moderní satanisté obecně považují Léviho Bafometa za zpodobnění ďábla, ale Lévi zamýšlel Bafometa zpodobnit spíše jako starodávného pohanského boha plodnosti. Zasazení kozla do Mendesu není náhodné. V tomto starověkém egyptském městě zvaném Džedet (řecky Mendes) byl podle Hérodota uctíván bůh s kozlí hlavou. Zmiňuje ho též Diodorus a přirovnává ho k řeckému bohu Priapovi.
Ve své knize Elipas Lévi uvádí:
| „                             | Kozel vyobrazený na našem titulním listě, má na čele vrcholem vzhůru směřující znamení pentagramu, symbolu světla, jeho dvě ruce vytvářejí znamení hermetismu, jedna z nich ukazuje nahoru na bílý Měsíc Chesedu, druhá na černý srpek Gevury. Toto znamení vyjadřuje dokonalý souhlas Milosrdenství a Spravedlnosti. Jedna jeho ruka je ženská, druhá mužská, jako u androgyna Khunrathova, jehož atributy jsme musili sjednotit s těmito (tj. našeho kozla), poněvadž je to jeden a týž symbol. Pochodeň inteligence, která plane mezi jeho rohy, je magickým světlem universální rovnováhy, obraz duše, povznesené nad hmotu tak, jako plamen, spojený s materií, vyzařuje nahoře nad ní. Hnusná hlava zvířete vyjadřuje hrůzu hříšníka, jehož hmotně jednající, jedině zodpovědná část, také jediná bude trpět trestem, neboť duše je svou přirozeností necitlivá a utrpení podléhá jedině tehdy, když se zhmotní. Caduceus, umístěný namísto pohlavního údu, představuje věčný život, tělo, pokryté šupinami, pak vodu, nad ním umístěný půloblouk atmosféru a následná křídla prchavost (volatilitu). Dvě ňadra a androgynní paže této sfingy okultních věd představují lidství. | “ |
| — Dogma a rituál vysoké magie | |   |

Třebaže Lévi považoval svůj výtvor za „sfingu okultních věd“ a nepokládal ji přímo za podobiznu ďábla, sám k tomuto ztotožnění přispěl, když svou kresbu Bafometa umístil na tarotovou kartu s ďáblem. Aleister Crowley přirovnal Bafometa k řeckému Panovi, divokému bohu lesů, stád, pastvin, pastýřů a lovců, který pozdějších dobách starověku stal díky svému jménu (Pan = všechno) univerzálním božstvem. Také satanisté připouštějí, že kozel z Mendesu byl původně pohanským bohem a jeho stáří a původ nepřesně stanovují do evropského středověku, kdy jeho údajný kult měly tajně vyznávat čarodějnice a uctívat jej svými rituály během sabatu (viz „kozel sabatu“). Kult měl být potlačován církví a pronásledován inkvizicí. Spekuluje se, že také templáři měli tajně vyznávat satanský kult. Žádný z těchto autorů již však neoperuje se středověkým Baphometem v podobě předmětu ve tvaru vousaté hlavy, údajné modly templářů, ale navazují na představy Léviho a von Hammer-Pürgstalla, jejichž podoby Bafometa se staly zažité. Mendéský kozel bývá pak chybně připisován moderními umělci a autory středověkým templářům.
Ačkoli to Lévi nepřiznává, je zde i jistá analogie se starověkou figurou galského božstva či keltského šamana vyobrazená na Gundestrupském kotli označovaná jako Cernunnos či Karnonos, snad galského boha podsvětí, jímž se Lévi mohl nebo nemusel inspirovat. Zároveň oba nacházejí odezvu ve vyobrazení „Pána tvorstva“ Pašupatiho, indického boha považovaného za proto-šivu, tj. starší podobu boha Šivy. Obě figury, Cernunnos i Pašupati, jsou vyobrazeni v meditačním posedu a vpřítomnosti divokých zvířat. Také Léviho Bafomet je v posedu připomínající sezení při meditaci.
Postava Léviho Bafometa se objevuje i v populární kultuře, kde se využívá jeho asociace s tajemnem a mýty, například v sérii počítačových her Broken Sword, nebo v románu Dana Browna Šifra mistra Leonarda.

## Bafomet satanistů

Bafomet Stanislase de Guaity v podobě převráceného pentagramu

V roce 1897 se objevil další Bafomet, tentokrát v podobě symbolu obráceného pentagramu doplněnou o hlavu kozla, a to v knize jiného francouzského okultisty Stanislase de Guaity zvané La Clef de la Magie Noire. Tento pentagram byl později běžně spojován s Léviho Bafometem a rovněž nazýván „kozlem sabatu“. Autor však zřejmě zamýšlel něco jiného, když původně použil jiná jména. Samael napsaný v horní části je dle Talmudu jméno padlého archanděla a Lilith v dolejší části je ženský démon převzatý z židovské mytologie. Hebrejská písmena v kruhu představují biblickou mořskou příšeru Leviatana.
Později v roce 1969 si symbol přisvojila Církev Satanova, jejímž zakladatelem byl Anton Szandor LaVey, a byla oficiálně nazvána Sigil of Baphomet („Znamení Bafometa“). Symbol se do běžného povědomí dostal jako znak satanismu, ale zejména toho vytvořeného LaVeyem.

## Galerie

Bafomet v umění:
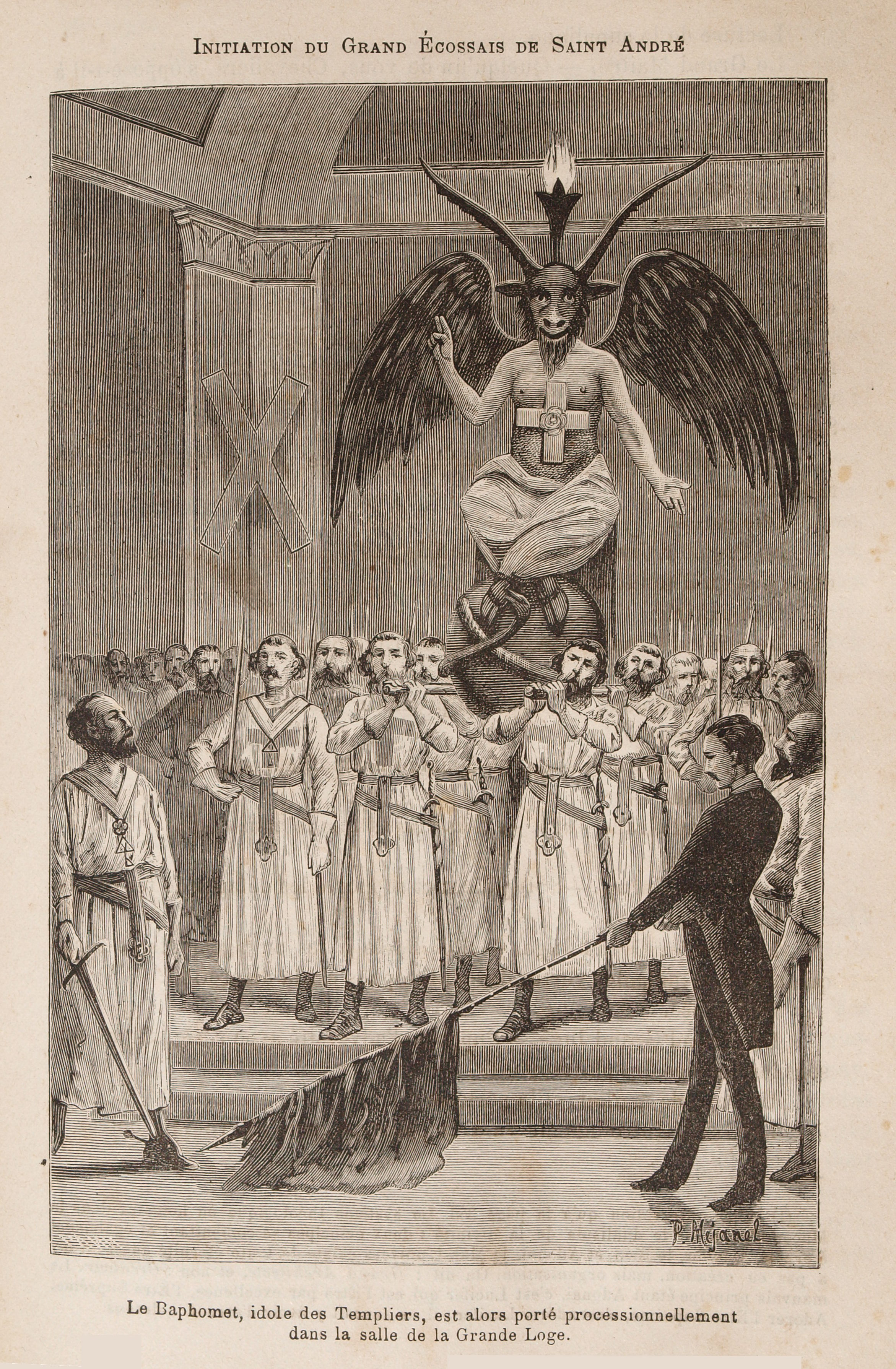
Léviho Bafomet spolu se svobodnými zednáři, Léo Taxil, 19. století
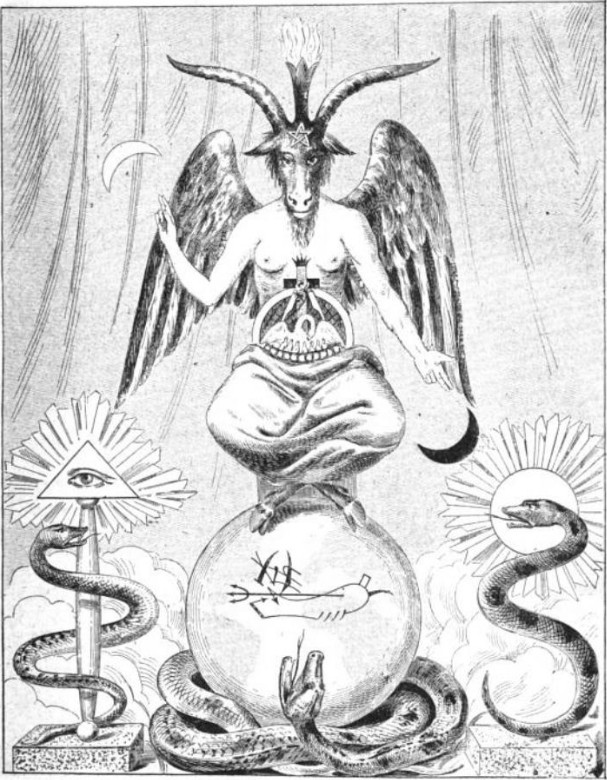
Taxilova ilustrace ďábla na straně 89
protizednářsky laděný obal knihy, Léo Taxil, 19. století
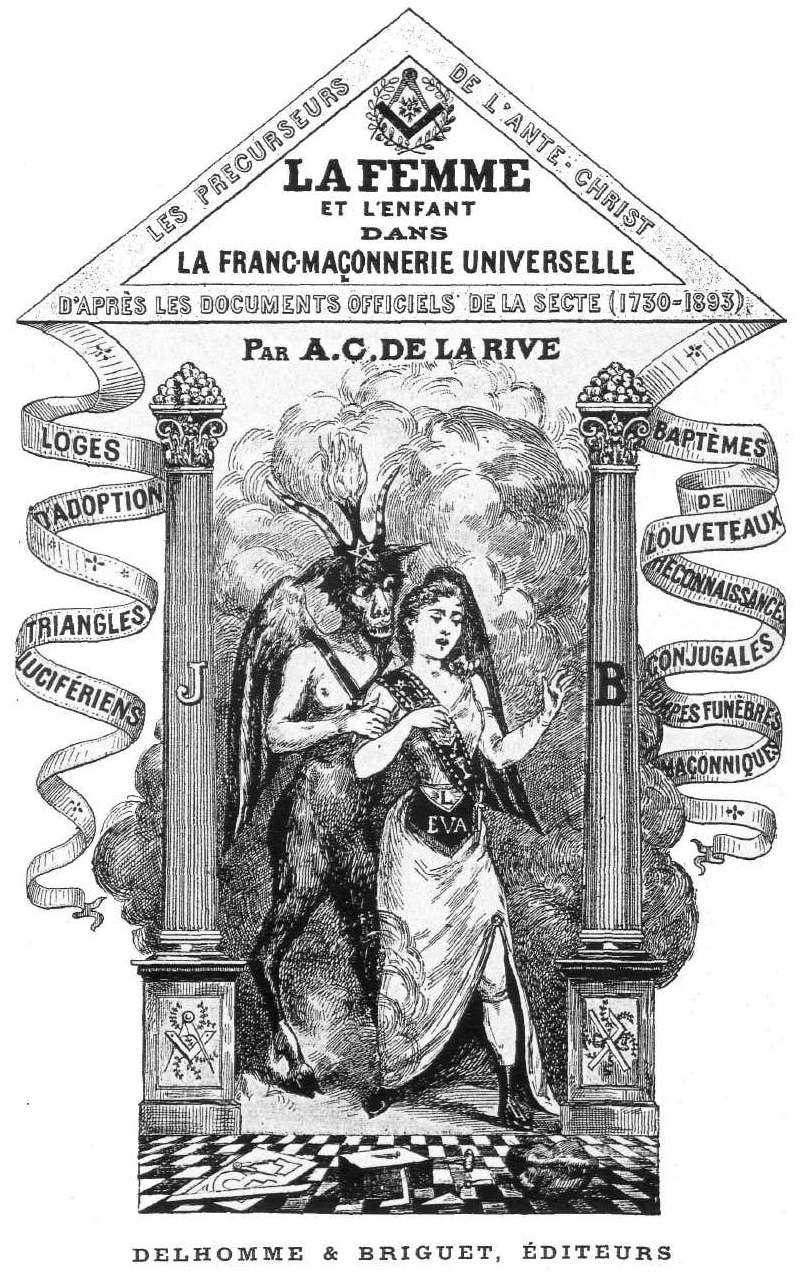
Bafomet z 19. století v asociaci se svobodným zednářstvím.
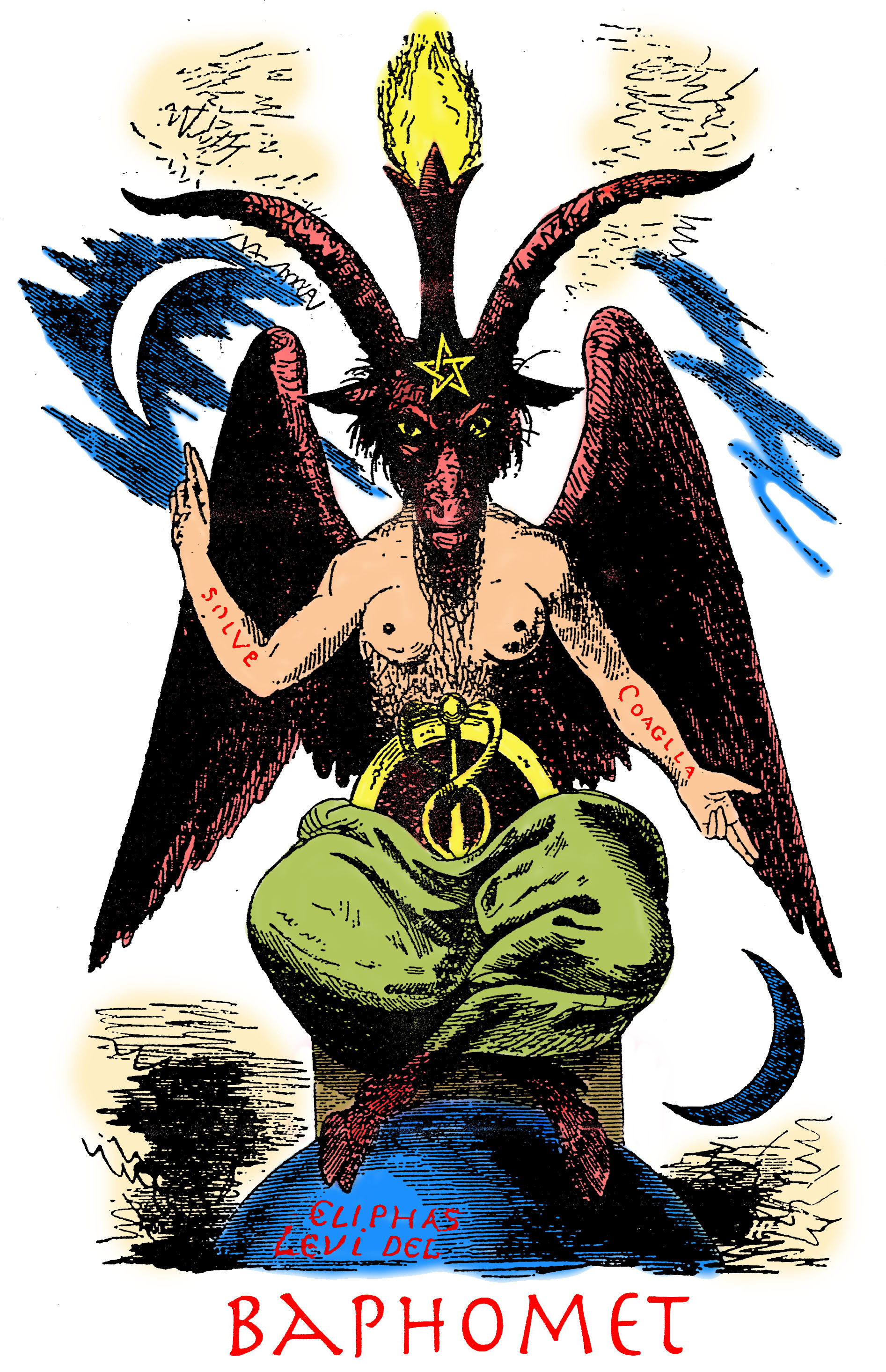
kolorovaný Bafomet v knize Had Geneze S. de Guaity